# خوان خوسيه غاميز
خوان خوسيه غاميز (بالإسبانية: Juan José Gámez)‏ (8 يوليو 1939 في كوستاريكا - 25 سبتمبر 1997 ببيريس سيليدون في كوستاريكا) هو مدرب كرة قدم وحكم كرة قدم ولاعب كرة قدم كوستاريكي في مركز الوسط. شارك مع منتخب كوستاريكا لكرة القدم. أما مع النوادي، فقد لعب مع نادي ألاجولينسي.

## وصلات خارجية
- خوان خوسيه غاميز على موقع الاتحاد الدولي (مؤرشف)  (الإنجليزية)
- خوان خوسيه غاميز على موقع ناشيونال فوتبول تيمز (الإنجليزية)